# Sextus Carminius Vetus (Konsul 116)
Sextus Carminius Vetus war ein im 2. Jahrhundert n. Chr. lebender römischer Politiker.
Vetus war 116 zusammen mit Lucius Fundanius Lamia Aelianus ordentlicher Konsul; die beiden Konsuln sind in Inschriften aufgeführt. Wahrscheinlich war Sextus Carminius Vetus, ordentlicher Konsul im Jahr 150, sein Sohn.